# آذرخش آتشفشانی
آذرخش آتشفشانی (انگلیسی: Volcanic lightning) نوعی تخلیه الکتریکی است که علت اصلی آن به‌جای اینکه یک توفان تندری عادی باشد، یک فوران آتشفشانی است. آذرخش آتشفشانی از برخورد و تکه‌تکه شدن ذرات خاکستر آتشفشانی (و گاهی بلورهای یخ) ناشی می‌شود که به‌همراه فوران آتشفشان، الکتریسته ساکن تولید می‌کنند؛ به همین دلیل به این پدیده توفان‌های تندری کثیف نیز گفته می‌شود.
اگر چه آذرخش آتشفشانی از خانواده توفان‌هاست، اما شبیه توفان‌های تندری معمولی نیست. این پدیده طبیعی، واقعاً نادر و ترکیبی از توفان تندری و آتشفشان است. اما برخلاف توفان‌های تندری، این نوع خاص شامل برخورد ذرات خاکستر می‌شود که در ابرهای ناشی از فوران آتشفشان وجود دارند.
جریان‌های همرفت جوی و تشکیل یخ نیز دینامیک ستون فوران آتشفشان را هدایت کرده و می‌توانند آذرخش آتشفشانی را ایجاد کنند. برخلاف توفان‌های تندری عادی، آذرخش‌های آتشفشانی زمانی که هیچ کریستال یخی در ابر خاکستر وجود نداشته باشد نیز می‌توانند روی دهند.